# 富士フイルム前駅
富士フイルム前駅（ふじフイルムまええき）は、神奈川県南足柄市狩野にある、伊豆箱根鉄道大雄山線の駅。駅番号はID11。

## 歴史

### 年表
- 1956年（昭和31年）8月13日：開業。
- 1992年（平成4年）3月：自動券売機を設置。

### 駅名の由来
近接する富士フイルム神奈川事業場足柄サイトから付けられた。

## 駅構造
単式ホーム1面1線を有する地上駅。東西に走る線路の南側にホームが置かれ、ホームの大雄山方から南に下りる階段で駅本屋に至る。駅本屋は1階建てで、内部には自動券売機と乗車票発行機が1台ずつ設置されている他、木製ベンチの待合所がある。駅本屋の出口は西側に開けており、本屋の南側には時計台を有する公衆トイレが設置されている。無人駅（朝と夕方の通勤時間帯のみ有人改札）。駅の大雄山方に星ヶ崎踏切があり、駅北側に抜けることができる。

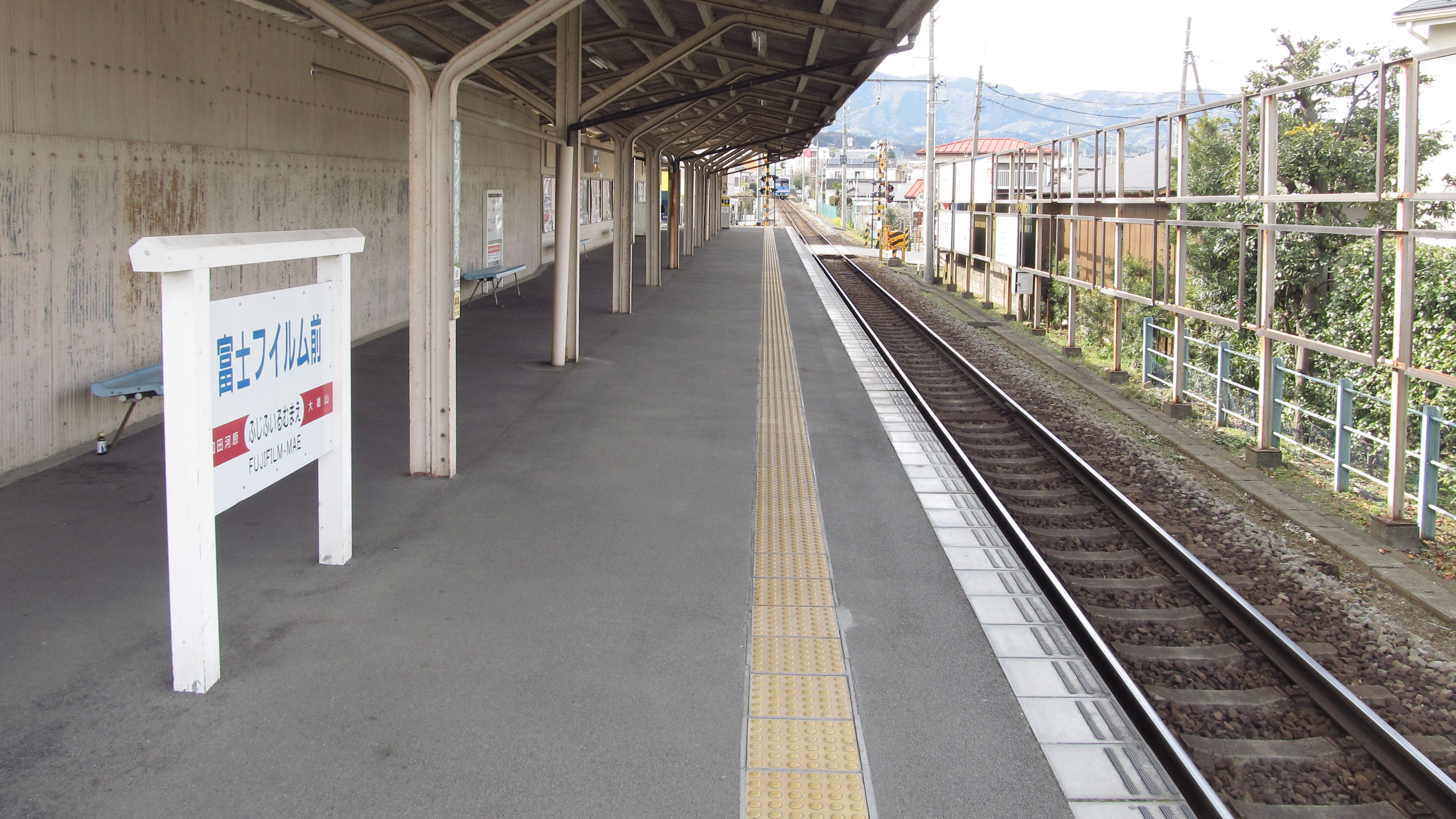
ホーム（2014年3月）
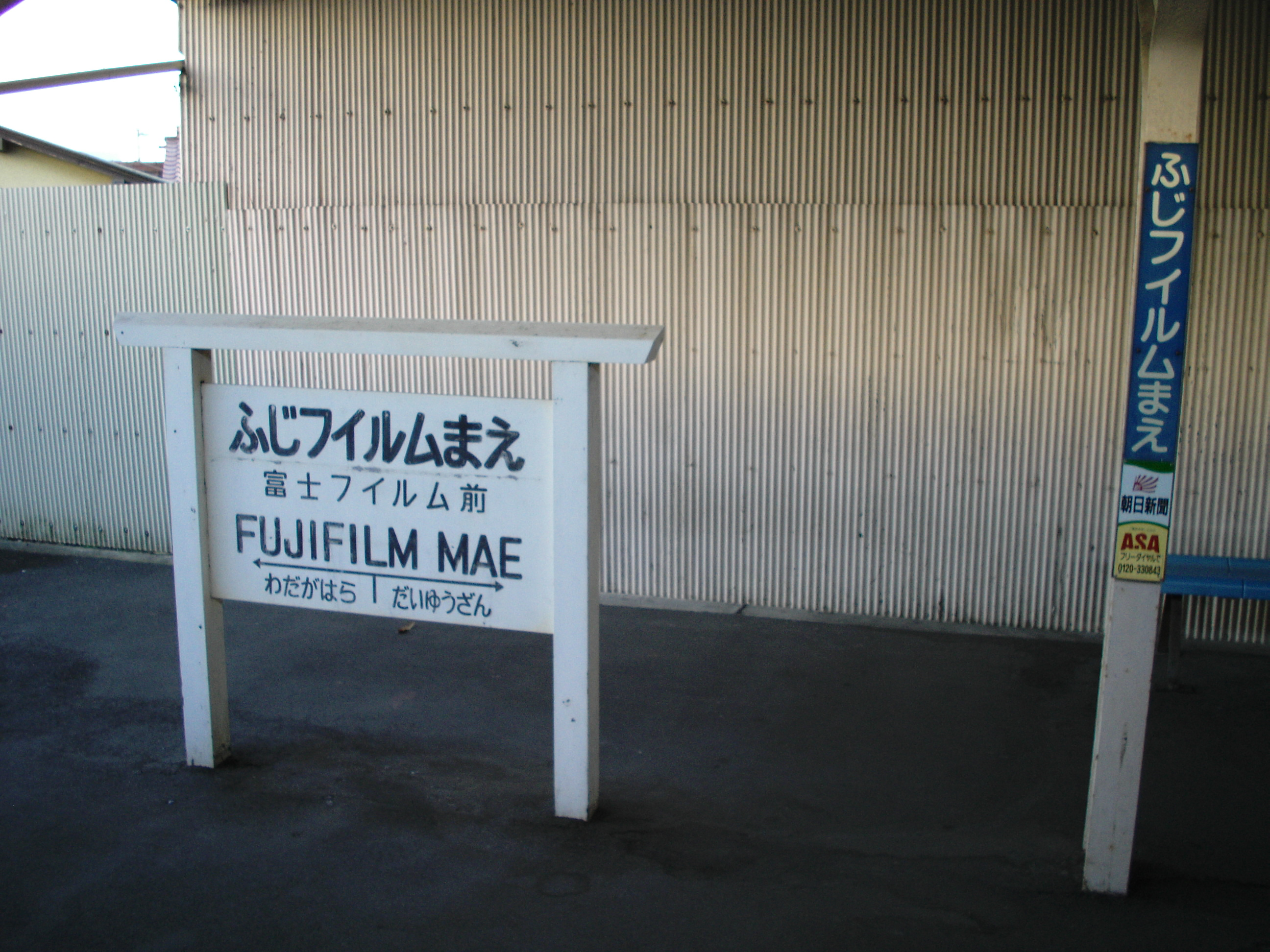
駅名標（デザイン変更前）

## 利用状況
各年度の1日平均乗車人員は下表の通り。
| 乗車人員推移       | 乗車人員推移     | 乗車人員推移 |
| 年度               | 1日平均 乗車人員 | 出典         |
| ------------------ | ---------------- | ------------ |
| 1998年（平成10年） | 916              | [ * 1 ]      |
| 1999年（平成11年） | 934              | [ * 2 ]      |
| 2000年（平成12年） | 957              | [ * 3 ]      |
| 2001年（平成13年） | 926              | [ * 3 ]      |
| 2002年（平成14年） | 930              | [ * 4 ]      |
| 2003年（平成15年） | 896              | [ * 5 ]      |
| 2004年（平成16年） | 870              | [ * 6 ]      |
| 2005年（平成17年） | 855              | [ * 7 ]      |
| 2006年（平成18年） | 782              | [ * 8 ]      |
| 2007年（平成19年） | 673              | [ * 9 ]      |
| 2008年（平成20年） | 690              | [ * 10 ]     |
| 2009年（平成21年） | 659              | [ * 11 ]     |
| 2010年（平成22年） | 656              | [ * 12 ]     |
| 2011年（平成23年） | 663              | [ * 13 ]     |
| 2012年（平成24年） | 637              | [ * 14 ]     |
| 2013年（平成25年） | 632              | [ * 15 ]     |
| 2014年（平成26年） | 622              | [ * 16 ]     |
| 2015年（平成27年） | 641              | [ * 17 ]     |
| 2016年（平成28年） | 650              | [ * 18 ]     |
| 2017年（平成29年） | 675              | [ * 19 ]     |
| 2018年（平成30年） | 677              | [ * 20 ]     |
| 2019年（令和元年） | 663              | [ * 21 ]     |

## 駅周辺
駅前を狩川の支流である貝沢川が流れ、筏場橋が架かる。筏場橋を渡って駅前の道を南に向かうと、100メートルほどで県道74号の狩野交差点に出る。県道と交差した後もさらに南に向かい、大泉河原橋で狩川を渡ると、富士フイルム神奈川工場足柄サイトに至る（ただし、工場正門（来客者受付）へは隣の和田河原駅から向かう方が近い）。その他、駅周辺には南足柄市立向田小学校（北東500メートル程度）、浮泉の池（南西1キロ程度）、極楽寺（南1キロ程度）がある。駅周辺には住宅地・商業地が広がっている。
- 小田原百貨店南足柄店

## 隣の駅
伊豆箱根鉄道
 大雄山線
和田河原駅 (ID10) - 富士フイルム前駅 (ID11) - 大雄山駅 (ID12)